# Листозгортка перська
Листозгортка перська, краєкучник перський (Cheilanthes persica) — вид рослин з родини птерисових (Pteridaceae), поширений на півдні Європи та в Азії.

## Опис
Багаторічна рослина 5–20 см заввишки. Кореневище дернисте, вкрите чорно-бурими плівками. Листи шкірясті, подовжено-ланцетні, зверху голі, знизу волосисті, три, чотири рази перисті, сегменти останнього порядку дрібні, опуклі, здуті, краї їхні переходять у плівчасту буру бахрому, що прикриває соруси. Вічнозелений. Спори кулясті, зернисті, з трьома смужками.
Спороносить у липні–серпні. Розмножується спорами та вегетативно.

## Поширення
Поширений на півдні Європи (Італія, Балканський півострів, Крим), на Кавказі та південно-західній Азії до Індії.
В Україні вид зростає у ущелинах вапнякових скель в нижньому гірському поясі, переважно в сухих районах — у Криму (ок. Ялти).

## Загрози й охорона
Загрозами є вилучення рослин з природних популяцій. Глобальне потепління клімату і локальна зміна режиму зволоження. Тривала посуха в період спороношення виду.
Занесений до Червоної книги Україні в статусі «Зникаючий». Дві популяції знаходяться на території Ялтинського гірсько-лісового ПЗ.